# Драгиша Стоядинович
Драгиша М. Стоядинович (на сръбски: Драгиша М. Стојадиновић или Dragiša M. Stojadinović) е сръбски революционер, деец на сръбската въоръжена пропаганда в Македония в началото на XX век, по-късно политик и фотограф.

## Биография
Роден е в Неготин в 1886 година в семейството на неготинския първенец Милан. Завършва Зайчарската гимназия и с него се свързват негови тимошки земляци, членове на университетското сдружение „Побратимство“, рекрутиращо младежи за четници в Стара Сърбия и Македония. През пролетта на 1905 година на 19 години Стоядинович минава границата с войводата Доксим Михайлов и участва в битката край село Челопек на 16 април 1905 година. След това е четник в Кумановския край под командването на Георги Скопянчето, а по-късно във Велешко и Прилепско под командването на Раде Радивоевич, Йован Бабунски и Василие Търбич. В сражението при село Дреново на 14 юни 1907 година убива войводата на ВМОРО Стефан Вардарски.
След Младотурската революция в 1908 година се записва и по-късно завършва Юридическия факултет на Белградския университет. Участва на състезание по стрелба в Рим, където печели първа награда и пази титлата до 1914 г.
Във войните 1912 – 1918 година участва като запасен офицер с 13 пехотен полк „Хайдут Велко“. По време на Балканските войни започва да се занимава с фотография и кинематография. След войната публикува фотоалбум със снимки от войните и албанското въстание. В 1916 година става шеф на Кинематографичната секция на Върховното командване на Сръбската армия. Има заслуги за историческото съхраняване на снимки от много важни събития, поради добрата организация на сръбските военни фотографи. След войната продължава да се занимава със снимане.
Стоядинович е убеден демократ и борец против корупцията. Става депутат от Тимошки окръг. В 1936 година влиза в конфликт с Милан Стоядинович заради сближаването със силите на Оста. Съдът за защита на народа го осъжда и той лежи от 1936 до 1939 година. В 1941 година снима в цвят демонстрациите от 27 март. След окупацията се крие в Черна гора. След войната се занимава с писане и оставя богато книжовно наследство. Опитва се да си върне и филмите, които са конфискувани от ОЗНА. Умира в Белград в 1968 година.